# Hrasdan
Hrasdan (armenisch Հրազդան, wissenschaftliche Transliteration und englische Transkription Hrazdan, IPA: [həraz'dan]) ist die Hauptstadt der armenischen Provinz Kotajk.

## Geografie
Hrasdan ist die fünftgrößte Stadt Armeniens und hat rund 47.700 Einwohner (Stand 2023), wovon 7.600 in eingemeindeten ländlichen Gebieten leben.
Der Name der Stadt und des an ihr vorbeifließenden Flusses Hrasdan geht auf das mittelpersische Wort Phrasdana zurück.

## Geschichte
Im Vorort Makrawan steht die Muttergotteskirche des Klosters Makrawank aus dem 13. Jahrhundert. Eine dazugehörende Kapelle aus dem 11. Jahrhundert und ein Gawit sind nur noch als Ruinen erhalten.
Zu Sowjetzeiten war Hrasdan einer der wichtigsten Industriestandorte der Armenischen SSR.

## Verkehr
Die Stadt liegt an der Autobahn M4 zwischen Jerewan und Sewan und an der Bahnstrecke Jerewan–Sotk, die aber wegen der Auseinandersetzungen in Folge Unabhängigkeit Armeniens lange geschlossen war und heute nur noch sporadisch Betrieb aufweist.

## Galerie

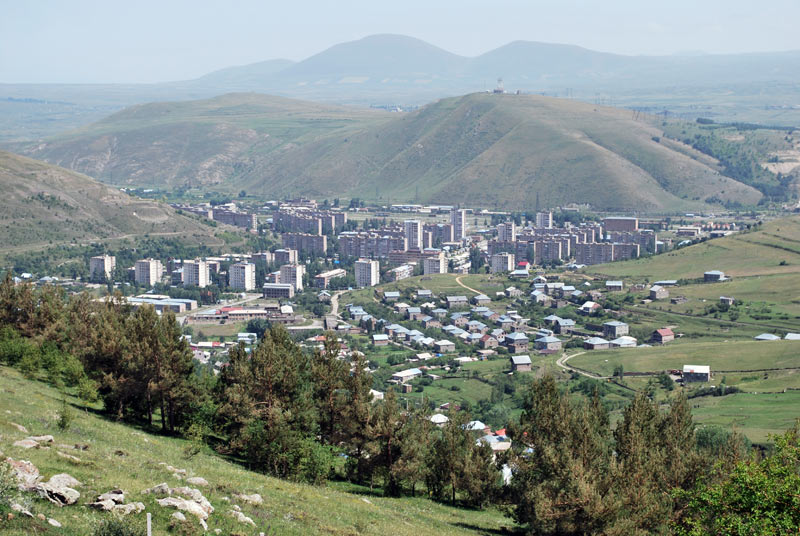
Stadtansicht, 2014
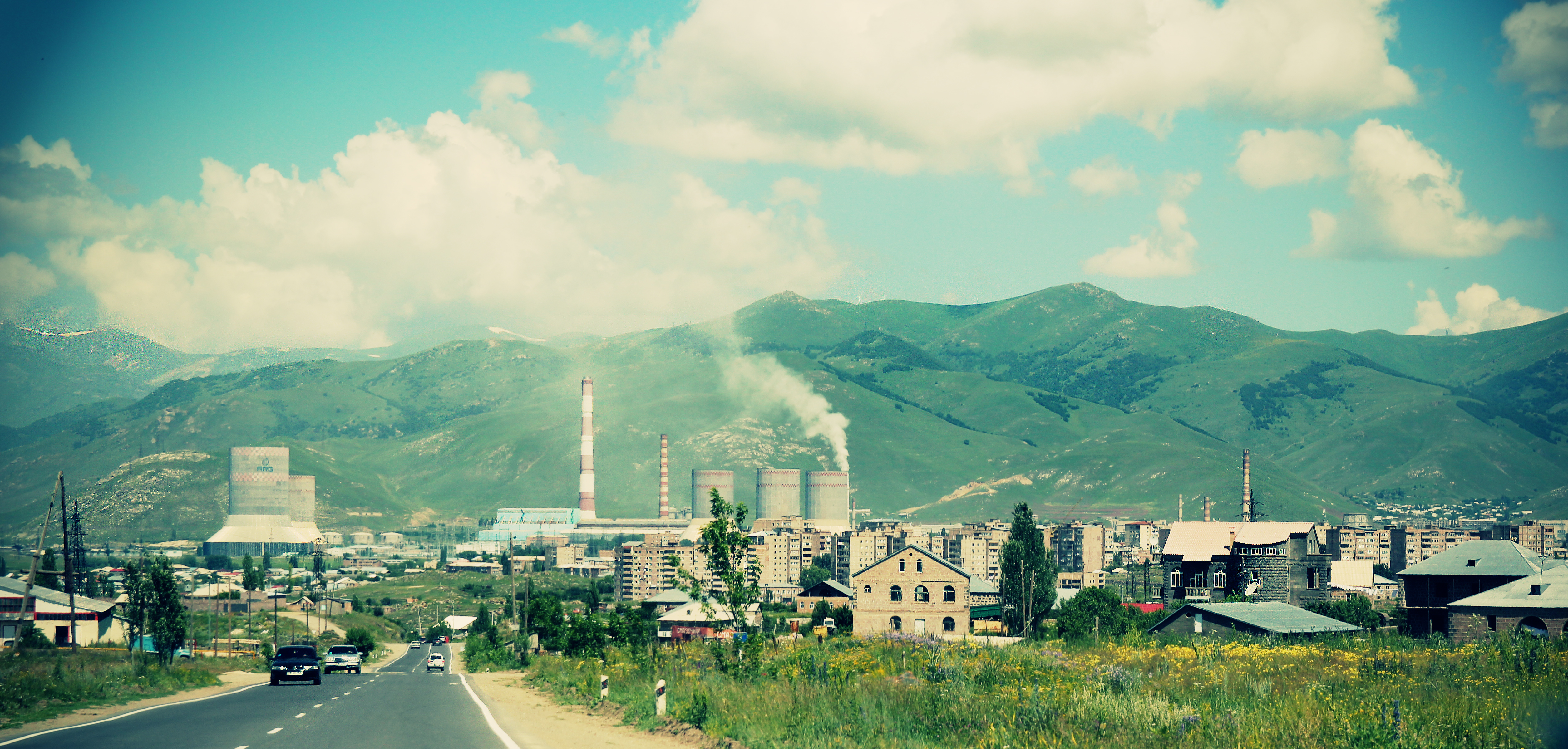
Stadtansicht, 2013
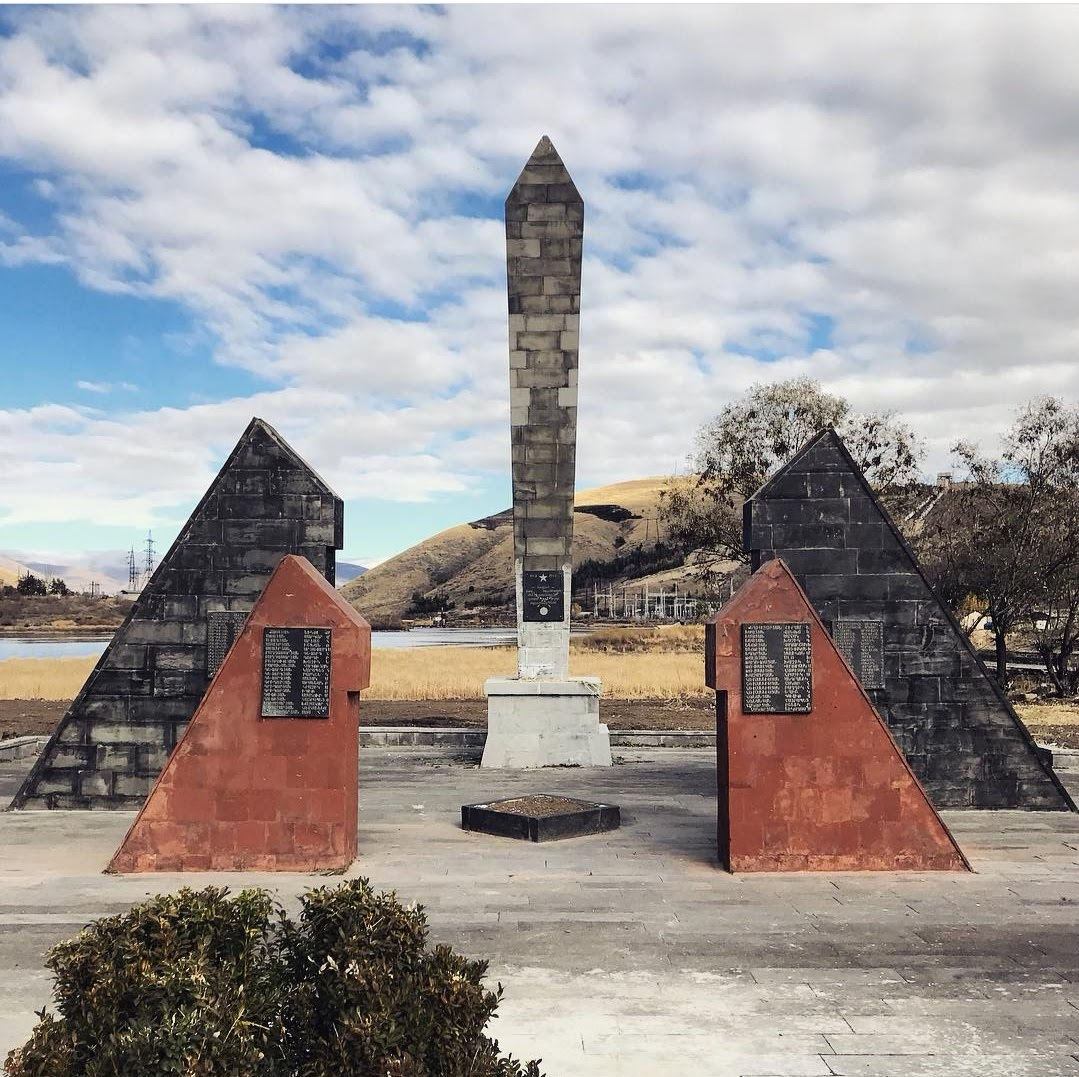
Weltkriegsdenkmal, 2020
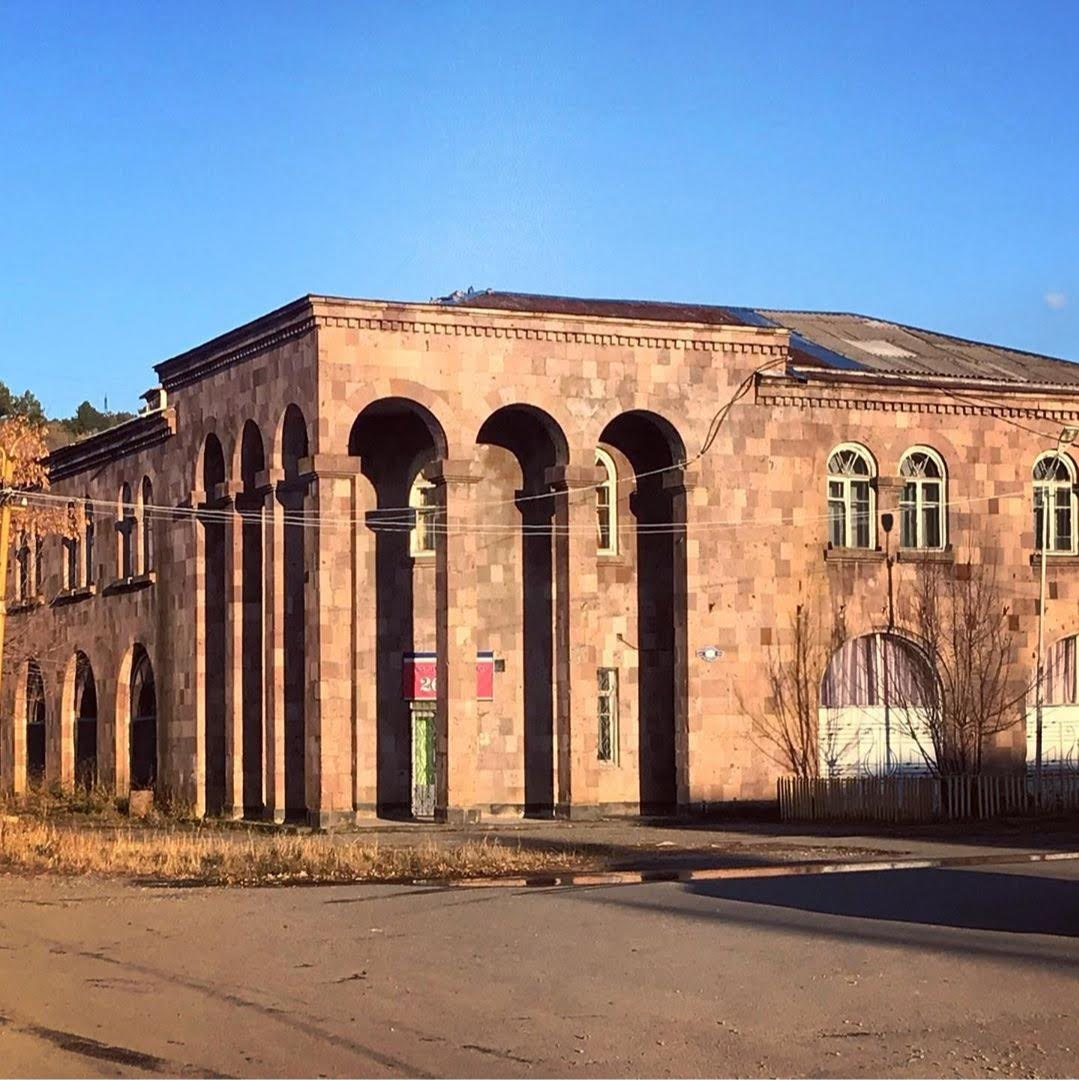
Musikschule, 2020
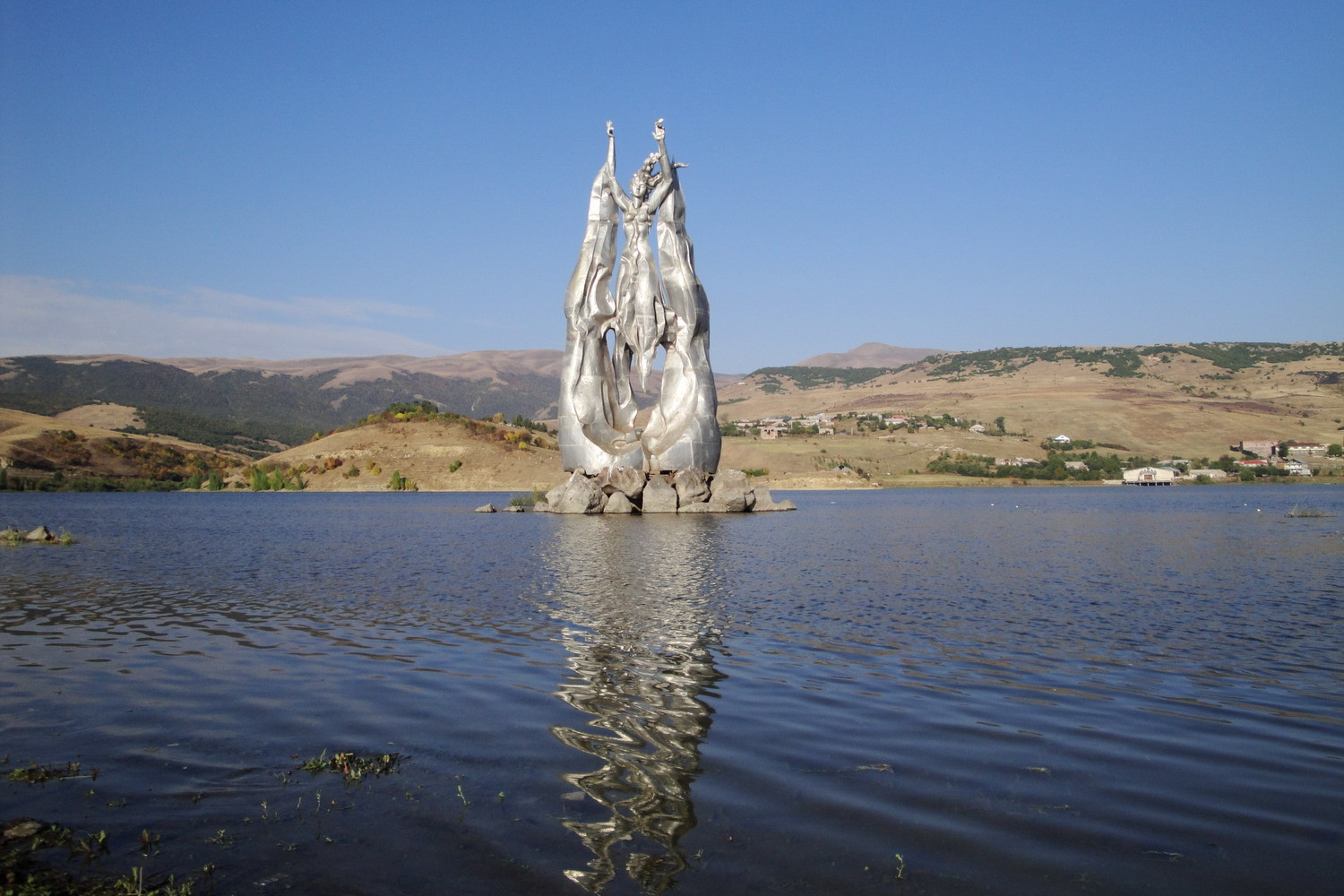
Aghbjurak-Reservoir mit Zowinar-Statue, 2010
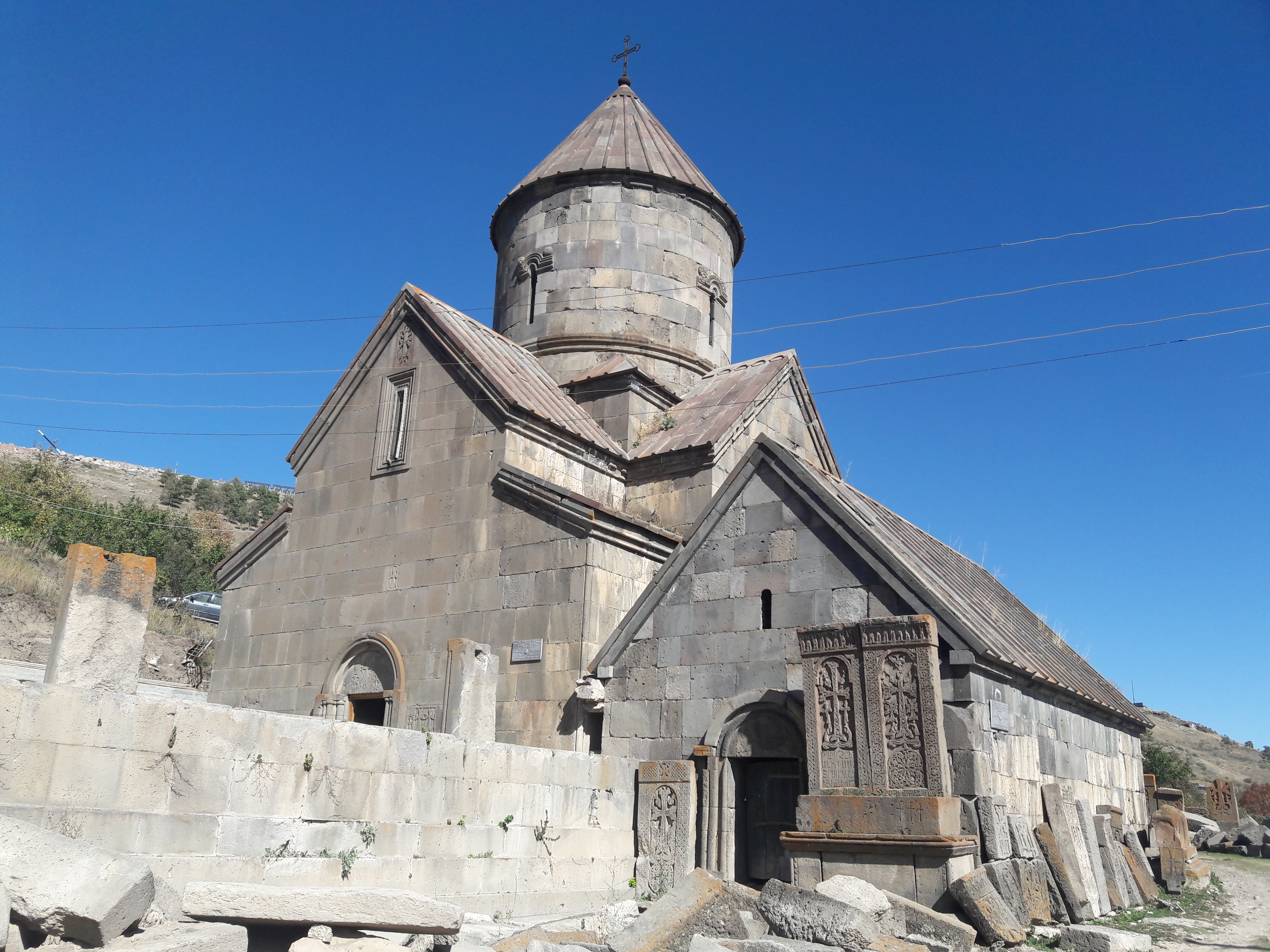
Kloster Makrawank, 2019
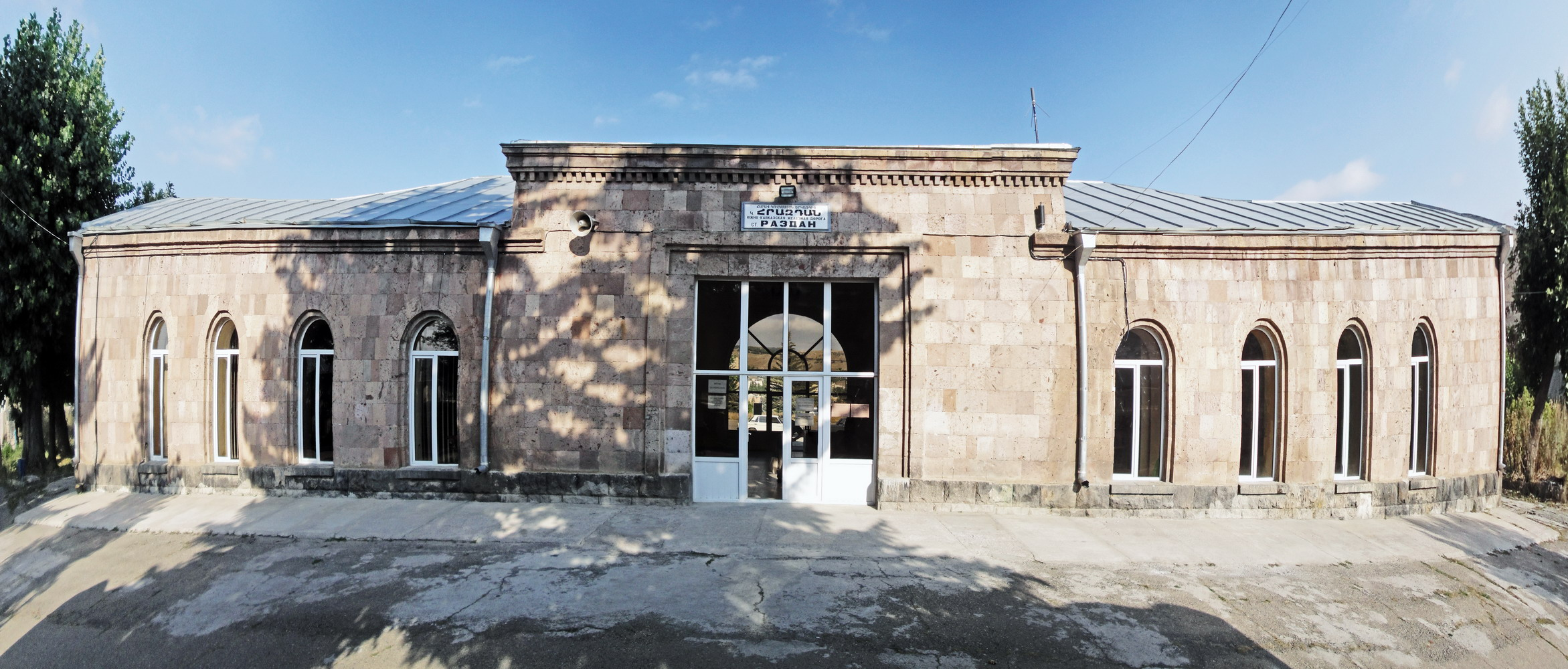
Bahnhof, 2011
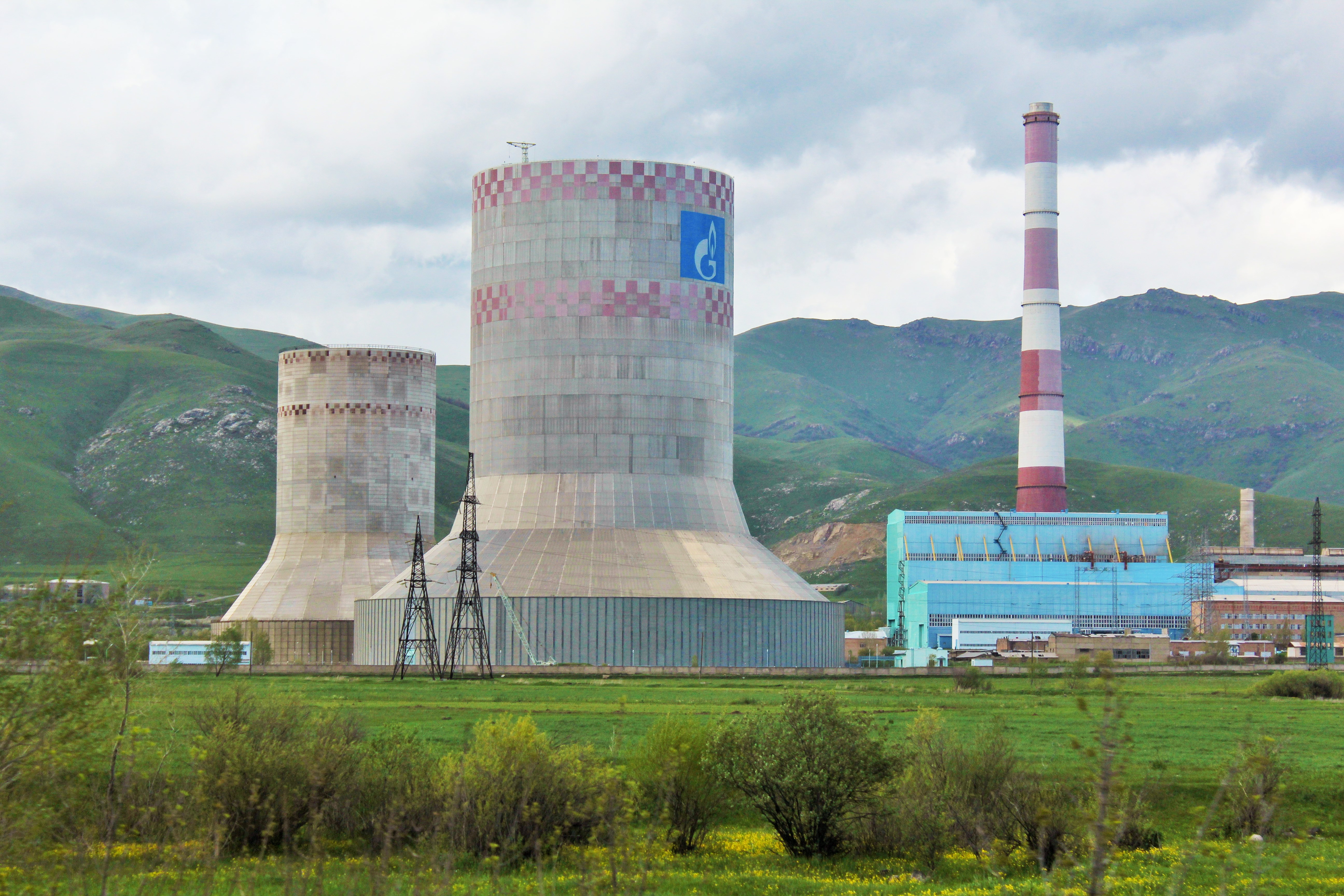
Wärmekraftwerk, 2016

## Söhne und Töchter der Stadt
- Sos Hajrapetjan (* 1959), sowjetischer Hockeyspieler
- Armen Nasarjan (* 1982), Judoka